# Gaig blau d'Indoxina
El gaig blau d'Indoxina (Coracias affinis) és una espècie d'ocell de la família dels coràcids (Coraciidae) que habita boscos, zones obertes, terres de conreu i ciutats des del nord-est de l'Índia fins a la Xina central, nord e la Península Malaia i Indoxina.
És considerat una subespècie del gaig blau de l'Índia per diversos autors.